# 月の浜辺
「月の浜辺」（つきのはまべ）は、1983年7月21日にリリースされた岩崎良美の14枚目のシングル。発売元はキャニオンレコード。

## 概要
表題曲「月の浜辺」は、1979年12月に発表された金井夕子のアルバム『CHINA ROSE』収録曲「マヤマヤ ビーチ」のカバー曲。作詞作曲は尾崎亜美が手掛けている。岩崎のシングル発売にあたりタイトルが変更された。尾崎自身も同年発売のアルバム『POINTS』でセルフカバーをしている。
B面曲「Dreaming World」の作詞を手掛けた山本伊織は音楽プロデューサーで、女性シンガー・螢のプロデュース等を担当した人物。

## 収録曲
1. 月の浜辺（3分19秒）
作詞・作曲：尾崎亜美 / 編曲：大村雅朗
2. Dreaming World（4分16秒）
作詞：山本伊織 / 作曲・編曲：馬飼野康二